# Sarah Petrausch
Sarah Petrausch est une ancienne joueuse allemande de volley-ball, désormais entraîneur, née le 31 juillet 1990 à Datteln. Elle mesure 1,87 m et jouait au poste d'attaquante. Elle a totalisé 17 sélections en équipe d'Allemagne. Elle a mis un terme à sa carrière de volleyeuse professionnelle en 2016.

## Clubs
| Club                  | De        | À         |
| --------------------- | --------- | --------- |
| VCO Berlin            | 2005-2006 | 2008-2009 |
| Rote Raben Vilsbiburg | 2009-2010 | 2011-2012 |
| USC Münster           | 2012-2013 | 2015-2016 |

## Palmarès

### Équipe nationale
- Championnat d'Europe des moins de 18 ans
  - Vainqueur : 2007.
- Championnat du monde des moins de 20 ans
  - Vainqueur : 2009.

### Clubs
- Championnat d'Allemagne
  - Vainqueur : 2010.